# Chiodecton
Chiodecton is een geslacht van schimmels in de familie Roccellaceae. De typesoort is Chiodecton sphaerale.

## Soorten
Volgens Index Fungorum bevat het geslacht 171 soorten (peildatum december 2021):
| Soortnaam                     | Auteur(s)                             | Publicatiejaar |
| ----------------------------- | ------------------------------------- | -------------- |
| Chiodecton acarosporoides     | C.W. Dodge                            | 1970           |
| Chiodecton affine             | (Müll. Arg.) Müll. Arg.               | 1887           |
| Chiodecton albineum           | (Nyl.) Zahlbr.                        | 1923           |
| Chiodecton album              | C.W. Dodge                            | 1953           |
| Chiodecton amyloplacoides     | Vain.                                 | 1930           |
| Chiodecton amyloplacum        | Vain.                                 | 1901           |
| Chiodecton andamanicum        | Jagad. Ram                            | 2014           |
| Chiodecton angustissimum      | Vain.                                 | 1921           |
| Chiodecton applanatum         | G. Thor                               | 2007           |
| Chiodecton argillaceum        | Müll. Arg.                            | 1887           |
| Chiodecton arthonioides       | Nyl.                                  | 1858           |
| Chiodecton asahinae           | H. Harada                             | 1990           |
| Chiodecton biclavatum         | Müll. Arg.                            | 1895           |
| Chiodecton bracei             | Riddle                                | 1920           |
| Chiodecton brunnthaleri       | Zahlbr.                               | 1926           |
| Chiodecton buitenzorgense     | Zahlbr.                               | 1928           |
| Chiodecton butryaceum         | Zahlbr.                               | 1933           |
| Chiodecton butyraceum         | Zahlbr.                               | 1933           |
| Chiodecton byssinum           | Vain.                                 | 1890           |
| Chiodecton calophylli         | Vain.                                 | 1921           |
| Chiodecton carassense         | Vain.                                 | 1890           |
| Chiodecton cerebriforme       | Mont.                                 | 1852           |
| Chiodecton chilense           | Zahlbr.                               | 1925           |
| Chiodecton cincta             | Fée                                   | 1837           |
| Chiodecton cineritium         | (Ach.) Vain.                          | 1896           |
| Chiodecton circumcissum       | Müll. Arg.                            | 1882           |
| Chiodecton colensoi           | (A. Massal.) Müll. Arg.               | 1894           |
| Chiodecton complexum          | Aptroot & M. Cáceres                  | 2014           |
| Chiodecton conchyliatum       | Stirt.                                | 1875           |
| Chiodecton confundens         | Vain.                                 | 1890           |
| Chiodecton confusum           | Nyl.                                  | 1873           |
| Chiodecton congestulum        | Nyl.                                  | 1868           |
| Chiodecton cretaceum          | Zahlbr.                               | 1899           |
| Chiodecton cruentatum         | Riddle                                | 1920           |
| Chiodecton cubanum            | B. de Lesd.                           | 1934           |
| Chiodecton cyclocarpum        | Zahlbr.                               | 1923           |
| Chiodecton decussans          | Nyl.                                  | 1867           |
| Chiodecton deminutum          | Malme                                 | 1937           |
| Chiodecton dendrizans         | Nyl.                                  | 1891           |
| Chiodecton depressulum        | Nyl.                                  | 1859           |
| Chiodecton depressum          | Fée                                   | 1825           |
| Chiodecton diffusum           | (Nyl.) Zahlbr.                        | 1923           |
| Chiodecton dilatatum          | (Nyl.) Vain.                          | 1890           |
| Chiodecton diplosporum        | Nyl.                                  | 1886           |
| Chiodecton dispersellum       | Vain.                                 | 1921           |
| Chiodecton effusum            | Fée                                   | 1825           |
| Chiodecton elegantulum        | (Nyl.) Vain.                          | 1909           |
| Chiodecton elongatum          | Vain.                                 | 1890           |
| Chiodecton emergens           | Vain.                                 | 1921           |
| Chiodecton encephalodes       | F. Wilson                             | 1889           |
| Chiodecton endococcineum      | Vain.                                 | 1921           |
| Chiodecton endorhodum         | Vain.                                 | 1915           |
| Chiodecton epileucum          | (Nyl.) Vain.                          | 1930           |
| Chiodecton feei               | C.F.W. Meissn.                        | 1837           |
| Chiodecton flavicans          | Müll. Arg.                            | 1892           |
| Chiodecton flavidocinereum    | B. de Lesd.                           | 1934           |
| Chiodecton flavovirens        | G. Thor                               | 1991           |
| Chiodecton flotowii           | (A. Massal.) Zahlbr.                  | 1923           |
| Chiodecton follmannii         | Riedl                                 | 1964           |
| Chiodecton fragosoi           | Samp.                                 | 1924           |
| Chiodecton fraterculans       | (Müll. Arg.) Müll. Arg.               | 1887           |
| Chiodecton frustulosum        | Kremp.                                | 1876           |
| Chiodecton fuscocinctum       | Vain.                                 | 1921           |
| Chiodecton galactinum         | Zahlbr.                               | 1932           |
| Chiodecton gelatinosum        | (Stirt.) Müll. Arg.                   | 1894           |
| Chiodecton glaucoleucum       | Nyl.                                  | 1866           |
| Chiodecton glaucum            | B. de Lesd.                           | 1934           |
| Chiodecton granulare          | (Müll. Arg.) Vain.                    | 1915           |
| Chiodecton graphidastroides   | Kalb & Aptroot                        | 2018           |
| Chiodecton hawaiiense         | Zahlbr.                               | 1912           |
| Chiodecton heterogenum        | (C. Knight) Zahlbr.                   | 1923           |
| Chiodecton heterotropoides    | Nyl.                                  | 1872           |
| Chiodecton heterotropum       | Nyl.                                  | 1867           |
| Chiodecton hypochnoides       | Nyl.                                  | 1863           |
| Chiodecton hypochryseum       | Müll. Arg.                            | 1895           |
| Chiodecton inconspicuum       | Nyl.                                  | 1863           |
| Chiodecton inconspicuum       | (C. Knight & Mitt.) C. Knight & Mitt. | 1876           |
| Chiodecton inscriptum         | (Nyl.) Fink                           | 1935           |
| Chiodecton intercedens        | Müll. Arg.                            | 1895           |
| Chiodecton intercinctum       | Kremp.                                | 1876           |
| Chiodecton intermissum        | Nyl.                                  | 1873           |
| Chiodecton irregulare         | Zahlbr.                               | 1926           |
| Chiodecton italicum           | (B. de Lesd.) Zahlbr.                 | 1932           |
| Chiodecton laceratum          | Vain.                                 | 1930           |
| Chiodecton lacteum            | Fée                                   | 1837           |
| Chiodecton lacteum            | Mont.                                 | 1845           |
| Chiodecton lacteum            | Müll. Arg.                            | 1887           |
| Chiodecton lactinum           | Zahlbr.                               | 1923           |
| Chiodecton laevigatum         | Fée                                   | 1871           |
| Chiodecton leprarioides       | Kalb & Aptroot                        | 2021           |
| Chiodecton leprobolum         | Nyl.                                  | 1886           |
| Chiodecton leptosporum        | Müll. Arg.                            | 1882           |
| Chiodecton leucinum           | (Nyl.) Zahlbr.                        | 1923           |
| Chiodecton leucolytum         | (Nyl.) Zahlbr.                        | 1923           |
| Chiodecton leucostictum       | Riddle                                | 1917           |
| Chiodecton lichexanthonicum   | M. Cáceres & Aptroot                  | 2017           |
| Chiodecton macquariense       | C.W. Dodge                            | 1970           |
| Chiodecton maculatum          | (C. Knight) Zahlbr.                   | 1923           |
| Chiodecton malmei             | G. Thor                               | 1991           |
| Chiodecton mattogrossense     | Malme                                 | 1937           |
| Chiodecton meratii            | Fée                                   | 1825           |
| Chiodecton microdiscum        | Zahlbr.                               | 1907           |
| Chiodecton minutulum          | Müll. Arg.                            | 1890           |
| Chiodecton molle              | Müll. Arg.                            | 1895           |
| Chiodecton moniliatum         | Stirt.                                | 1875           |
| Chiodecton monostichum        | Fée                                   | 1829           |
| Chiodecton montanum           | G. Thor                               | 1991           |
| Chiodecton mozambicum         | Vain.                                 | 1930           |
| Chiodecton mucorinum          | Zahlbr.                               | 1930           |
| Chiodecton nanum              | Müll. Arg.                            | 1882           |
| Chiodecton natalense          | Nyl.                                  | 1869           |
| Chiodecton norsticticum       | Jagad. Ram                            | 2016           |
| Chiodecton nylanderi          | Zahlbr.                               | 1923           |
| Chiodecton obscurascens       | Kremp.                                | 1875           |
| Chiodecton ocellatum          | Yasuda                                | 1935           |
| Chiodecton ocellulatum        | Vain.                                 | 1921           |
| Chiodecton olivaceum          | Fée                                   | 1837           |
| Chiodecton overeemii          | Zahlbr.                               | 1928           |
| Chiodecton panduriforme       | Redinger                              | 1933           |
| Chiodecton papillosum         | G. Thor                               | 1998           |
| Chiodecton paradoxum          | Fée                                   | 1825           |
| Chiodecton phaeosporellum     | (Nyl.) Zahlbr.                        | 1923           |
| Chiodecton piperis            | Vain.                                 | 1890           |
| Chiodecton podophthalmum      | Vain.                                 | 1921           |
| Chiodecton praepallens        | (Nyl.) Vain.                          | 1909           |
| Chiodecton prominulum         | (C. Knight) Müll. Arg.                | 1894           |
| Chiodecton pruinosum          | (B. de Lesd.) Zahlbr.                 | 1923           |
| Chiodecton pterophorum        | Nyl.                                  | 1867           |
| Chiodecton punctulatum        | Stirt.                                | 1881           |
| Chiodecton pustuliferum       | Aptroot                               | 2011           |
| Chiodecton quassiicola        | (Fée) Müll. Arg.                      | 1887           |
| Chiodecton queenslandiae      | G. Thor                               | 1991           |
| Chiodecton ramosii            | Vain.                                 | 1921           |
| Chiodecton rotundatum         | Vain.                                 | 1930           |
| Chiodecton rufescens          | Vain.                                 | 1896           |
| Chiodecton rupestre           | Kremp.                                | 1875           |
| Chiodecton santiagense        | C.W. Dodge                            | 1969           |
| Chiodecton sarniense          | Salwey                                | 1861           |
| Chiodecton saxatile           | Vain.                                 | 1890           |
| Chiodecton separatum          | Nyl.                                  | 1867           |
| Chiodecton seperans           | Nyl.                                  |                |
| Chiodecton sinuosum           | Stirt.                                | 1875           |
| Chiodecton sociale            | Link                                  | 1833           |
| Chiodecton socotranum         | Müll. Arg.                            | 1882           |
| Chiodecton sorediatum         | G. Thor & Frisch                      | 2013           |
| Chiodecton sphaerale          | Ach.                                  | 1814           |
| Chiodecton spilocarpum        | Nyl.                                  | 1880           |
| Chiodecton stellulatum        | (Fée) Müll. Arg.                      | 1887           |
| Chiodecton sterile            | Müll. Arg.                            | 1887           |
| Chiodecton stictathecium      | (C. Knight) Zahlbr.                   | 1923           |
| Chiodecton strigulinum        | (Nyl.) Vain.                          | 1890           |
| Chiodecton subfarinaceum      | Stirt.                                | 1876           |
| Chiodecton sublaevigatum      | Kremp.                                | 1881           |
| Chiodecton submoniliforme     | Nyl.                                  | 1888           |
| Chiodecton subnanum           | Vain.                                 | 1930           |
| Chiodecton subochroleucum     | Fink                                  | 1933           |
| Chiodecton subordinatum       | Nyl.                                  | 1867           |
| Chiodecton subrimatum         | (Nyl.) Vain.                          | 1899           |
| Chiodecton subsphaerale       | Nyl.                                  | 1883           |
| Chiodecton substellatum       | Vain.                                 | 1915           |
| Chiodecton sulfurescens       | (Fée) Zahlbr.                         | 1923           |
| Chiodecton sulphureum         | Vain.                                 | 1890           |
| Chiodecton tentaculatum       | Vain.                                 | 1921           |
| Chiodecton thomense           | G. Thor                               | 1991           |
| Chiodecton turbidum           | Müll. Arg.                            | 1880           |
| Chiodecton umbratum           | Fée                                   | 1829           |
| Chiodecton vanderbylii        | Zahlbr.                               | 1932           |
| Chiodecton verrucarioides     | (Fée) Müll. Arg.                      | 1887           |
| Chiodecton verrucosum         | (A. Massal.) Zahlbr.                  | 1923           |
| Chiodecton violaceum          | Müll. Arg.                            | 1895           |
| Chiodecton xanthonosorediatum | Aptroot                               | 2020           |